# Tadeusz Grabianka (1740–1807)
Tadeusz Grabianka, pseudonim Comte Ostap, Comte Polonais (ur. 8 stycznia 1740 w Rajkowcach, zm. 6 października 1807 w Sankt Petersburgu) – polski alchemik i iluminat, starosta liwski w 1775 roku.
Mistyk, jeden z prekursorów mesjanizmu polskiego. Propagator nauk Emanuela Swedenborga. Jeden z założycieli i przywódca Stowarzyszenia Iluminatów Awiniońskich, stanowiących kontynuację działalności Iluminatów Bawarskich.

## Życiorys
Pochodził z zamożnej, polskiej rodziny szlacheckiej z Podola. Był synem podczaszego latyczowskiego, Józefa Kajetana Grabianki i Marianny z Kalinowskich. Dzięki staraniom i zabiegom matki od najmłodszych lat wychowywał się we Francji. Dzieciństwo i młodość spędził w Lotaryngii na dworze króla Stanisława Leszczyńskiego. Pobierał nauki w Paryżu. Tam zapewne po raz pierwszy zetknął się ze stowarzyszeniami ezoterycznymi i wolnomularstwem. 
Do Rzeczypospolitej powrócił po śmierci ojca w 1759. Odziedziczył wówczas znaczny majątek, w którego skład wchodziły trzy rezydencje szlacheckie (Ostapkowce, Rajkowce, Sutkowce), kamienice we Lwowie i Kamieńcu Podolskim oraz 14 wsi. W 1771 ożenił się z Teresą ze Stadnickich.
W latach 1760–1778 prowadził życie statecznego szlachcica. Odbywał podróże zagraniczne, głównie do Francji. Mieszkał w swoich posiadłościach podolskich, zimy spędzał w miastach. Podejmował i odwiedzał sąsiadów. W sposób umiarkowany interesował się polityką. Uczestniczył w sejmikach ziemskich. W 1770 został mianowany starostą liwskim. Ufundował wówczas budynek nowej kancelarii na zamku w Liwie. 
W 1778 bawiąc w Warszawie, spotkał się z opowieściami i plotkami o bawarskim zakonie iluminatów. Zapragnął poznać to stowarzyszenie. W 1779 podczas pobytu w Berlinie nawiązał kontakt z dwoma jego znaczącymi przedstawicielami Antonim Józefem Pernety i Ludwikiem Józefem Morveau. Szybko stał się wyznawcą głoszonych przez nich nauk, przystąpił do tego zakonu, przeszedł wszystkie szczeble inicjacji, a z czasem zaczął odgrywać w nim rolę lidera wnosząc oryginalny wkład w ideologię. Przez kilka lat spędzał czas podróżując pomiędzy Królestwem Prus i Rzecząpospolitą Obojga Narodów. W swoich podolskich posiadłościach gościł przedstawicieli nauk hermetycznych, filozofów, kabalistów, magów i alchemików. W Ostapkowcach założył laboratorium, w którym prowadził badania nad odkryciem kamienia filozoficznego.
Poświęcając część majątku na zakon iluminatów, alchemiczne eksperymenty oraz wykazując bezgraniczne posłuszeństwo wobec przyjętych ideologii poróżnił się z rodziną. W 1784 rozstał się z żoną. Opuścił Rzeczpospolitą całkowicie poświęcając się na rzecz sprawy zakonu iluminatów w Niemczech i we Francji.
Kierowany wskazówkami bliżej niezidentyfikowanej wyroczni zwanej Świętym Słowem wyjechał do hrabstwa Venaissin i osiadł w Awinionie, gdzie założył lożę Nowego Izraela. W 1786 przekształciła się ona w Stowarzyszenie Iluminatów Awiniońskich i wybrała Tadeusza Grabiankę swoim najwyższym mistrzem z tytułem Króla Nowego Izraela. Sekta pozyskała wielu znaczących arystokratów europejskich oraz przedstawicieli rodów panujących. Wśród jej członków byli między innymi: Maria Wirtemberska, Ludwik Wirtemberski, Karol Sudermański.
Stowarzyszenie Iluminatów Awiniońskich pod charyzmatycznym i autorytarnym zwierzchnictwem Tadeusza Grabianki przetrwało okres prześladowań ze strony inkwizycji papieskiej hrabstwa Venaissin i rządy terroru jakobinów w czasach rewolucji francuskiej. Największy jego rozkwit przypadł na czasy rządów Dyrektoriatu. W tym okresie została ustalona hierarchia wtajemniczeń, a także powstała świątynia obrządku iluminatów awiniońskich wzorowana na Świątyni Salomona.
W 1799 obawiając się represji ze strony napoleońskiego Konsulatu, a także wierzycieli, Tadeusz Grabianka opuścił Francję. Początkowo udał się na krótko do Galicji, a następnie do Rosji. Tam wszedł w kręgi arystokracji i szybko stał się osobą bardzo popularną. W 1806 otworzył w Sankt Petersburgu nową lożę. Jej członkami stała się elita Imperium Rosyjskiego.
Działania ruchu spotkały się z natychmiastową reakcją władz państwowych. Posądzono Tadeusza Grabiankę o przygotowywanie zamachu stanu i szpiegostwo na rzecz Francji. W 1807 został aresztowany i osadzony w twierdzy Pietropawłowskiej. Tam zmarł kilka miesięcy później nie doczekawszy procesu. 
Pochowany został w kościele św. Katarzyny w Sankt Petersburgu.